# قلوة
قلوة هي مدينة سعودية والعاصمة الإدارية لمحافظة قلوة التابعة لمنطقة الباحة، بالمملكة العربية السعودية.

## نبذة
تقع في الجزء الجنوبي الغربي من منطقة الباحة وذلك في إقليم تهامة. تنطق «قلوة» بكسر القاف وسكون اللام وفتح الواو فهاء ساكنة، وتعود تسميتها بهذا الاسم حسب البعض نسبة إلى «القلاوة» والتي تعني شدة الحر حيث تشتهر بارتفاع حرارتها صيفاً.

## السكان
بلغ إجمالي عدد سكان مدينة قلوة 12925 نسمة حسب إحصائية سنة 2010م، حيث كان عدد المواطنون السعوديون 10299 نسمة، بينما كان عدد المقيمين من غير السعوديين 2626 نسمة.